# حوضية (خوذة)

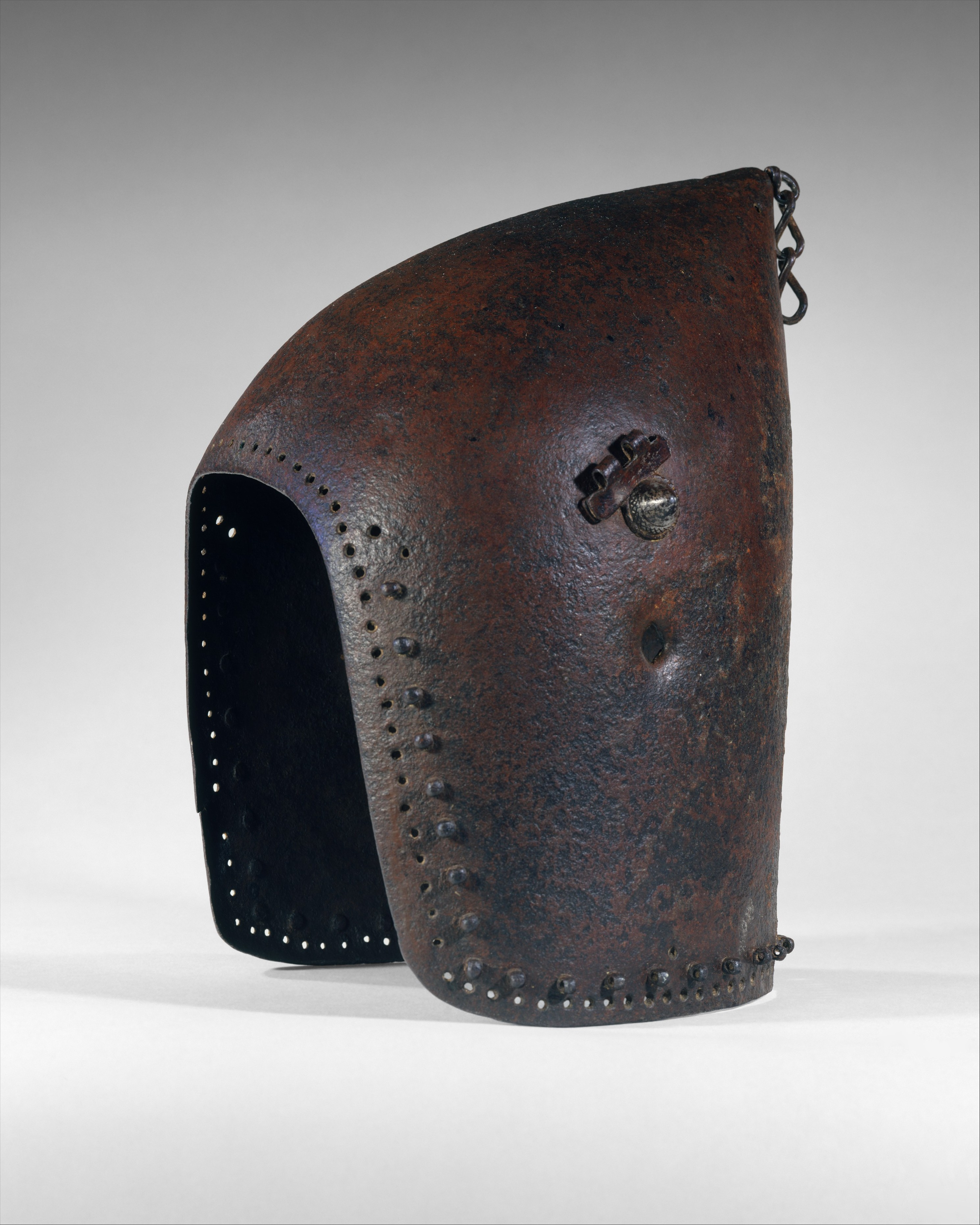
خوذة حوضية.

الحَوْضِيّة هي خوذة قتالية أوروبية مفتوحة الوجه من العصور الوسطى.